# 1902 na arte

## Nascimentos
| Data            | Nome                 | Profissão                                                            | Nacionalidade   | Observações | Ref |
| --------------- | -------------------- | -------------------------------------------------------------------- | --------------- | ----------- | --- |
| 9 de fevereiro  | Ivan Leonidov        | arquiteto, urbanista, pintor e professor                             | União Soviética | m. 1959     |     |
| 27 de fevereiro | Lúcio Costa          | arquiteto, urbanista e professor                                     | França          | m. 1998     |     |
| 21 de maio      | Marcel Breuer        | arquiteto                                                            | Áustria-Hungria | m. 1981     |     |
| 18 de agosto    | Orlando Teruz        | pintor e professor                                                   | Brasil          | m. 1984     |     |
| 22 de agosto    | Francisco Rebolo     | pintor                                                               | Brasil          | m. 1980     |     |
| 7 de setembro   | Quirino Campofiorito | pintor, desenhista, gravador e ilustrador, caricaturista e professor | Brasil          | m. 1993     |     |
| 21 de setembro  | Toyen                | pintor                                                               | Áustria-Hungria | m. 1980     |     |
| 4 de novembro   | Pierre Verger        | etnólogo e fotógrafo                                                 | França          | m. 1996     |     |
| 2 de dezembro   | Wilfredo Lam         | pintor, escultor e ceramista                                         | Cuba            | m. 1982     |     |
| ??              | Arturo Souto         | pintor                                                               | Espanha         | m. 1964     |     |
| ??              | Antonio López Torres | pintor                                                               | Espanha         | m. 1987     |     |

## Mortes
| Data            | Nome                 | Profissão                                | Nacionalidade | Observações | Ref |
| --------------- | -------------------- | ---------------------------------------- | ------------- | ----------- | --- |
| 18 de fevereiro | Albert Bierstadt     | pintor                                   | Alemanha      | n. 1830     |     |
| 8 de agosto     | James Tissot         | pintor                                   | França        | n. 1836     |     |
| ??              | Beniamino Parlagreco | pintor                                   | Itália        | n. 1856     |     |
| ??              | Guido Boggiani       | pintor, desenhista, fotógrafo e etnólogo | Itália        | n. 1861     |     |
| ??              | Arturo Mélida        | arquiteto, escultor, militar e pintor    | Espanha       | n. 1849     |     |

## Prémios
- Prémio Valmor e Municipal de Arquitectura 1902 - Nicola Bigaglia[1].